# Болид
Боли́д (греч. βολίδος; от βολίς — метательное копьё) — метеор яркостью более −4m (ярче, чем Венера), массой от сотен граммов и до десятков тонн, имеющий заметные угловые размеры. Международный астрономический союз не имеет официального определения понятия «болид». 
Высота возгорания (от 120 км до 80 км) зависит от массы и скорости метеорного тела. Скорость вторжения в земную атмосферу от 11км/с до 73 км/с .
Особо яркие болиды иногда называют суперболидами.
Болиды часто оставляют яркий след (хвост) из пыли и ионизованных газов. Метеориты перед выпадением на Землю видны как болиды. Полёт может сопровождаться звуком и/или нарушением радиосвязи (см. также электрофонный болид).
Крупные болиды можно наблюдать днём. Одним из крупнейших болидов является Бенешов. Его светимость достигала −21m звёздной величины (для сравнения: блеск Луны примерно −13m, Солнца −26m). А падение Сихотэ-Алинского метеорита по словам очевидцев было «ярче солнца», «отбрасывало тени» (падение произошло днём) и «слепило глаза». Для наблюдения за болидами были созданы болидные сети в США, Канаде и Европе. Однако они не показали особой эффективности. Сейчас наблюдение за болидами ведётся и со спутников. Явление изучается метеоритикой.

## Известные болиды
- 19 марта 1718 года над Лондоном Галлей наблюдал пролёт болида диаметром 2,5 версты на высоте 476 вёрст (измерения Галлея), который «блистал, как Солнце»[3][4].
- 17 (30) июня 1908 года в атмосферу вошло тело, известное как «Тунгусский метеорит», и взорвалось в воздухе в районе реки Подкаменная Тунгуска.
- Ранним утром 9 апреля 1941 года в Челябинской области наблюдался пролёт яркого болида, названного Катавский болид. Были найдены некоторые находки, отнесённые на его счёт. Начало войны не позволило продолжить исследования в этом направлении.
- В ночь с 24 на 25 сентября 2002 года на северо-востоке Иркутской области наблюдался Витимский болид, образовавший зону вывала леса размерами 10×6 км.
- 11 февраля 2013 года над Башкортостаном наблюдался пролёт яркого болида[5].
- 15 февраля 2013 над Южным Уралом произошёл взрыв метеорного тела в атмосфере. Небесное тело первоначальной массой около 10 000 тонн и размером 17 м вошло в земную атмосферу под острым углом на скорости около 18 км/с и спустя 32,5 секунды разрушилось, вызвав масштабный «метеоритный дождь».
- 21 ноября 2013 в 5:50 утра по московскому времени над Крымом взорвался очень яркий болид. Звёздная величина (блеск) небесного тела, которое с большой скоростью вошло в атмосферу Земли, была равна как минимум −18. Астрономы считают, что это, скорее всего, был болид из метеорного потока Леониды.
- 6 марта 2018 в 23:00 в Каменске-Уральском взорвался болид[6]